# Није време за умирање
Није време за умирање (енгл. No Time to Die) је шпијунски филм из 2021. године и двадесет пети у серији Џејмс Бонд продуцента Eon Productions-а. Пети је филм у ком игра Данијел Крејг као измишљени агент MI6-а, Џејмс Бонд, а који је претходно изјавио да ће ово бити његов последњи филм о Бонду. Филм је режирао Кери Фукунага према сценарију Нила Первиса, Роберта Вејда, Фукунаге и Фиби Волер-Бриџ. Своје улоге понављају Леа Седу, Бен Вишо, Наоми Харис, Рори Кинир, Џефри Рајт, Кристоф Валц и Рејф Фајнс, којима се придружују Рами Малек, Лашана Линч, Ана де Армас, Дали Бенсалах, Давид Денсик и Били Магнусен као нове улоге.
Развој филма почео је 2016. године. Није време за умирање први је филм о Бонду који је дистрибуирао Universal Pictures, који је међународна права на дистрибуцију стекао по истеку уговора Sony Pictures-а након издања филма Спектра 2015. године. Подружница Metro-Goldwyn-Mayer-а, United Artists Releasing, поседовала је права за Северну Америку, укључујући и дигитална и телевизијска права широм света. Universal је такође имао право на издање филма на физичким кућним медијима широм света. Дени Бојл првобитно је унајмљен за режију и писање сценарија са Џоном Хоџом. Обојица су напустили пројекат у августу 2018. године, због креативних разлика; Фукунага је именован као замена за Бојла месец дана касније. Већина глумачке поставе придружила се у априлу 2019. године. Снимање је трајало од априла до октобра исте године, под радним називом Бонд 25. Финални назив откривен је у августу 2019. године. 
Премијера филма била је 28. септембра 2021. у Ројал Алберт холу у Лондону, а биоскопски је издат 30. септембра 2021. у Уједињеном Краљевству и 8. октобра 2021. године у Сједињеним Државама, након што је одложен због Бојловог одласка и касније пандемије ковида 19. У Србији је издат 7. октобра 2021. године, дистрибутера Taramount Film-а.

## Радња
Млада Мадлен Свон сведочи убиству своје мајке од стране Лицифера Сафина у његовом неуспешном покушају да убије њеног оца, господина Вајта. Мадлен упуца Сафина док је тражи, али он преживи. Мадлен бежи преко оближњег залеђеног језера и пропада кроз лед, али Сафин је спасава.
Након заробљавања Ернста Ставра Блофелда, Мадлен је у Матери са Џејмсом Бондом. Спектрине убице заседају Бонда током његове посете гробници Веспер Линд. Иако Бонд и Мадлен савладају убице, Бонд верује да га је Мадлен издала упркос њеним тврдњама и напушта је.
Пет година касније, научник MI6-а, Валдо Обручев, отет је из лабораторије MI6-a. Са одобрењем које му је дао М, Обручев је развио „Пројекат Хераклес”, био-оружје које садржи наноботе који при додиру инфицирају као вирус и кодирани су у ДНК појединца, чинећи га смртоносним за мету, али безопасним за остале. Бонд се повукао на Јамајку, где са њим контактира агент Ције, Феликс Лајтер, са колегом Логаном Ешом. Лајтер тражи помоћ око проналажења Обручева, али Бонд то одбија. Исте вечери Бонд наилази на Номи, агента MI6-а и своју наследницу као новог агента 007. Пошто га је Номи обавестила о „Пројекту Хераклес”, Бонд касније пристаје да помогне Лајтеру.
Бонд одлази на Кубу и упознаје се са Паломом, агентом Ције који ради са Лајтером. Бонд и Палома се инфилтрирају на Спектрин састанак за Блофелдов рођендан како би пронашли Обручева. И даље у затвору, Блофелд се служи бестелесним „бионичким оком” да води састанак и наређује својим члановима да убију Бонда „наноботском маглом”. Уместо тога, магла убија све чланове Спектре, пошто је Обручев по Сафиновом наређењу репрограмирао наноботе да их инфицира. Бонд заробљава Обручева, након чега се налази са Лајтером и Ешом. Међутим, испоставља се да је Еш заправо двоструки агент који ради за Сафина и који убија Лајтера и бежи са Обручевим.
Манипени и Кју договарају састанак између Бонда и Блофелда у затвору како би покушали да лоцирају Обручева. Међутим, Сафин посећује и присиљава Мадлен да се инфицира дозом нанобота како би убила Блофелда, пошто је била у контакту са њим од његовог заробљавања. Када Бонд наиђе на Мадлен у Блофелдовој затворској ћелији, додирне је и несвесно се инфицира пре него што она оде. Блофелд признаје Бонду да му је поставио заседу на Весперином гробу како би изгледало као да га је Мадлен издала. Бонд насрће на Блофелда, који тако бива случајно инфициран наноботима и умире.
Бонд прати Мадлен до њеног дома из детињства који се налази у Норвешкој и сазнаје да она има петогодишњу ћерку по имену Матилда, за коју Мадлен тврди да није његова. Мадлен говори Бонду да је, када је Сафин био дечак, његове родитеље убио њен отац по Блофелдовом наређењу. Сафин од тада тежи да се освети. Након што је убио Блофелда и уништио Спектру, Сафин наставља спровођење своје освете са Ешом и својим плаћеницима у потрази за Бондом, Мадлен и Матилдом. Иако Бонд убија Еша и његове људе, Сафин заробљава Мадлен и Матилду.
Кју омогућава Бонду и Номи да се инфилтрирају у Сафиново седиште, које се налази у бази из Другог светског рата на острву између Јапана и Русије. Тамо откривају да је база претворена у фабрику нанобота, где Обручев масовно производи технологију, тако да је Сафин може ослободити глобално како би убио милионе људи и успоставио нови светски поредак. Бонд убија многе Сафинове људе, док Номи убија Обручева гурнувши га у резервоар за наноботе. Након што спасу Мадлен и Матилду, Бонд их тера да са Номи побегну са острва, док он остаје да отвори врата силоса, што би омогућило да ракетни удар из разарача Драгон уништи фабрику.
Бонд убија преостале Сафинове људе и потом се суочава са самим Сафином; Сафин рањава Бонда и потом га инфицира бочицом која садржи наноботе програмиране да убију Мадлен и Матилду. Упркос повредама, Бонд убија Сафина и отвара силосе. Разговарајући путем радија са Мадлен, Бонд јој говори да је воли и храбри је да настави без њега, а Мадлен потврђује да је Матилда његова ћерка. Бонд прихвата своју судбину док пројектили погађају острво, уништавајући фабрику нанобота и убијајући га.
У штабу MI6-а, М, Манипени, Кју, Танер и Номи пију у сећање на Бонда. Мадлен са Матилдом креће у Матеру и почиње да јој прича о њеном оцу, Џејмсу Бонду.

## Улоге
| Глумац          | Улога                |
| --------------- | -------------------- |
| Данијел Крејг   | Џејмс Бонд           |
| Рами Малек      | Лицифер Сафин        |
| Леа Седу        | Мадлен Свон          |
| Лашана Линч     | Номи                 |
| Бен Вишо        | Кју                  |
| Наоми Харис     | Ив Манипени          |
| Џефри Рајт      | Феликс Лајтер        |
| Кристоф Валц    | Ернст Ставро Блофелд |
| Рејф Фајнс      | Гарет Малори / М     |
| Били Магнусен   | Логан Еш             |
| Ана де Армас    | Палома               |
| Давид Денсик    | Валдо Обручев        |
| Рори Кинир      | Бил Танер            |
| Дали Бенсалах   | Примо                |
| Лиса-Дора Сонет | Матилда              |